# 7:35 de la mañana
7:35 de la mañana es un cortometraje dirigido por Nacho Vigalondo en 2003, donde también es el guionista, protagonista y compositor de la música.
Tiene una duración de 8 minutos y está grabado en blanco y negro, la historia está filmada en un único escenario representando una cafetería, y en él aparecen, entre otros, Marta Belenguer y Alejandro Tejería, actores habituales de este director.
Obtuvo varios premios y menciones en festivales de cine, incluyendo la candidatura al Óscar en 2004. La página Alcine lo eligió como el mejor cortometraje español de la década del 2000 al 2010.

## Sinopsis
Una mujer (Marta Belenguer) entra como cada día, a las 7:35 de la mañana, en una cafetería para tomar su desayuno, pero hoy pasará algo especial. El camarero le sirve sin mediar palabra, al igual que el resto de la gente que está en silencio y permanece quieta. De pronto, un individuo (Nacho Vigalondo) se levanta de su asiento y empieza a canturrear una canción, e incita a otro cliente para que le siga, y así lo hace, con una estrofa que porta en un papel. De este modo, uno por uno, los clientes van entonando una canción, la cual parece una declaración de amor para la mujer. Todo transcurre con cierta "normalidad" hasta que uno de los clientes no es capaz de leer su estrofa asignada, entonces el individuo retira su chaqueta, bajo la que porta adosados cartuchos de dinamita, con la que previamente amenazó a los clientes. La mujer aprovecha el momento para avisar a la policía, la cual se presenta en la puerta del local enseguida. El hombre, por su parte, en un acto de desesperación y locura, decide salir y detonar la carga portando un saco de confeti.

## Premios y nominaciones
| Año  | Evento                                             | Categoría                                    | Resultado | Ref.   |
| ---- | -------------------------------------------------- | -------------------------------------------- | --------- | ------ |
| 2003 | Festival de cine de Zaragoza                       | Mejor cortometraje                           | Ganador   | [ 2 ]  |
| 2004 | Cinema Jove - Valencia International Film Festival | Bronze Moon of Valencia - Cortometraje       | Ganador   | [ 3 ]  |
| 2004 | Clermont-Ferrand International Short Film Festival | Youth Jury Award [International Competition] | Ganador   | [ 4 ]  |
| 2004 | Drama Short Film Festival                          | Prix UIP Drama (European Short Film)         | Ganador   | [ 5 ]  |
| 2004 | European Film Awards                               | European Short Film                          | Nominado  | [ 6 ]  |
| 2004 | Neuchâtel International Fantastic Film Festival    | Best European Short Film                     | Ganador   | [ 7 ]  |
| 2004 | Sweden Fantastic Film Festival                     | Best Short - Live-Action [Audience Award]    | Ganador   | [ 8 ]  |
| 2004 | Milan Film Festival                                | Short Film / Audience Award                  | Ganador   | [ 9 ]  |
| 2005 | Iberoamerican Short Film Competition               | Best Short Film                              | Nominado  | [ 10 ] |
| 2005 | L'Alfàs del Pi Film Festival                       | 2.º Premio - Best Short Film                 | Ganador   | [ 11 ] |
| 2005 | Premios Óscar                                      | Mejor cortometraje                           | Nominado  | [ 12 ] |